# Beppie de Rooy
Beppie de Rooy (Willemstad, 13 juli 1967) is een Nederlands redacteur, uitgever en auteurscoach.

## Levensloop

### Studie
Beppie de Rooy groeide op in een protestants gezin dat lid was van de Gereformeerde Gemeenten. Het gezin ging geregeld naar de kerk toe. Ze ging naar het atheneum aan het rijksscholengemeenschap in Bergen op Zoom en studeerde aansluitend taal- en letterkunde aan de Universiteit van Utrecht waar ze cum laude behaalde. Ze maakte hierbij tevens een scriptie uit het gedicht Afscheid van Willem Bilderdijk.

### Loopbaan
De Rooy was vanaf 1992 werkzaam bij Den Hertog Uitgeverij en Boekhandel waar ze hielp met het realiseren van kinderboekmanuscripten en boeken over theologie. In 2001 stapte ze over naar Uitgeverij Kok. Ze werkte toen samen met de schrijvers Els Florijn en Marianne Witvliet en schreef publicaties op het gebied van religie en spiritualiteit. Vanaf maart 2004 was ze werkzaam bij Uitgeverij Mozaïek.
In 2013 kreeg ze een burn-out. Sindsdien werkt zij als zelfstandig redacteur bij Uitgeverij Mozaïek.